# Francesc Rovira i Escuder
Francesc Rovira i Escuder (circa 1375, Morella - 22 de novembre de 1450, València) fou un cardenal valencià nomenat per l'antipapa Climent VIII.
Rovira va estudiar a la Universitat de Perpinyà. Fou canonge a Mallorca, secretari de l'antipapa Benet XIII i agent confidencial del rei Alfons el Magnànim. Climent va nomenar-lo cardenal el 26 de juliol de 1429. El mateix dia l'antipapa va reconèixer el papa Martí V i els tres cardenals presents, Julián Lobera y Valtierra, Francesc Rovira i Gil Sánchez Muñoz, van triar Oddone Colonna com el seu papa. Van ser perdonats per Martí V i posteriorment van signar la seva renúncia com a cardenals.